# Judit és Holofernész (Goya)
A Judit és Holofernész (Judith y Holofernes) Goya spanyol festő alkotása, mely jelenleg a madridi Prado gyűjteményében látható. A festő fekete festmények néven ismertté vált sorozatának darabja, melyet 1819 és 1823 között festett a Madridhoz közeli Quinta del Sordó-ban.

## A festmény
Goya a Judit és Holofernészt a Quinta del Sordo első emeletén a Szaturnusz felfalja gyermekét című festmény mellé festette. A festményen a Judit könyvéből ismert híres jelenet elevenedik meg: Judit lefejezi a hazájára támadó asszírok hadvezérét, Holofernészt, hogy megmentse Izráelt. Judit az egyetlen történelmi személy, aki felismerhető a fekete festményeken.
A festmény sötét tónusai között a fekete, az okker és a vörös színek az uralkodóak. Goya széles, energikus ecsetvonásokkal keltette életre a jól ismert bibliai jelenetet. Úgy tűnik, hogy a festmény éjszakai jelenetet ábrázol, a megvilágítást egy fáklya fénye biztosítja. Goya alkotásán, a többi, Judit és Holofernész történetét bemutató festménytől eltérően, Holofernész nyakából nem folyik vér.
A többi fekete festményhez hasonlóan ezt is 1873-74-ben helyezték át vászonra Salvator Martinez Cubells a madridi Prado kurátora felügyelete mellett. A vásznakat báró Emile d'Erlanger adományozta 1881-ben a spanyol államnak.
Ha Goya adott is címet a fekete festményeinek, soha nem árulta el, mik azok. A jelenleg ismert címeket halála után adták nekik. 